# Kostel Povýšení svatého Kříže (Petrovice)
Kostel Povýšení svatého Kříže je farní kostel v římskokatolické farnosti Petrovice u Moravského Krumlova, nachází se v centru obce Petrovice. Současný chrám vznikl v 19. století na místě zbořeného staršího kostela.

## Historie
Nedaleko nynějšího kostela stál dříve kostel z 15. století, ten byl postaven na nestabilním podloží a tak byl později zbořen, mezitím však byl v roce 1751 opraven. Nynější kostel Povýšení svatého Kříže byl postaven mezi lety 1846 a 1849. Byl postaven na mírně nestabilním bahnitém podloží a tak byl v roce 1887 opraven, protože se objevily trhliny ve zdích. Kolem počátku 20. století pak byl kostel zpevněn železnými traverzami. V druhé světové válce byla věž zasažena granátem a jako památka této události byla do zdi kostela zazděna nábojnice.
V kostele byly instalovány 3 zvony, největší měl hmotnost 280 kg, střední 90 kg a nejmenší 53 kg.